# 中山慶子
中山 慶子（なかやま よしこ、天保6年11月28日〈1836年1月16日〉 - 明治40年〈1907年〉10月5日）は、孝明天皇の典侍で、明治天皇の生母。号は中山一位局など。大正天皇の祖母、昭和天皇の曽祖母にあたる。
権大納言・中山忠能の次女で、母は権中納言・園基茂の養女（松浦靜山の十一女）・愛子。侯爵を授けられた中山忠愛は長兄。天誅組の主将・中山忠光は同母弟。従一位勲一等。

## 生涯
天保6年11月28日（1836年1月16日）、京都石薬師（御所の東北）の邸に生まれ、八瀬（現京都市左京区八瀬）に里子に出されて育つ。17歳で典侍御雇となって宮中に出仕し、名を安栄（あえ）と賜る。孝明天皇の意を得て懐妊し、嘉永5年9月22日（1852年11月3日）、実家中山邸において皇子・祐宮（さちのみや、のちの明治天皇）を産む。家禄わずか二百石の中山家では産屋建築の費用を賄えず、その大半を借金したという。
祐宮はそのまま中山邸で育てられ、5歳の時に宮中に帰還し慶子の局に住んだ。その後、孝明天皇にほかの男子が生まれなかったため、万延元年7月10日（1860年8月26日）、勅令により祐宮は准后女御・九条夙子（英照皇太后）の「実子」とされ、同年9月28日、親王宣下を受け名を「睦仁」と付けられた。
慶応3年（1867年）1月9日、睦仁親王が践祚。同年4月、慶子は病のため辞していた典侍に再任される。慶応4年（1868年）8月4日、従三位及び食禄五百石と屋敷地を賜わり、翌々年9月7日、さらに従二位に叙せられた。明治3年（1870年）9月、遷都に伴い東京に移住。
明治12年（1879年）に生まれた嘉仁親王（のちの大正天皇）の養育掛となり、同22年（1889年）まで親王の養育を任せられた。同年正二位。
明治維新による女院号廃止のため院号宣下は無かったが、国母として相応に厚遇された。明治33年（1900年）1月15日、大患により従一位に昇叙。同17日、人臣で初めて勲一等宝冠章を授けられた。明治40年（1907年）10月5日、東京青山南町の邸にて薨去。享年73。豊島岡墓地に埋葬される。

## 栄典
- 1889年（明治22年）3月5日 - 正二位[3]
- 1900年（明治33年）1月15日 - 従一位[4]
- 1900年（明治33年）1月17日 - 勲一等宝冠章[5]